# Klubowe Mistrzostwa Świata w piłce siatkowej kobiet 1991
I Klubowe Mistrzostwa Świata w piłce siatkowej kobiet odbyły się w 1991 roku w São Paulo w Brazylii. W turnieju wystartowało 8 drużyn. Mistrzem po raz pierwszy została drużyna Sadia Esporte Club São Paulo.

## Klasyfikacja końcowa
| Miejsce | Reprezentacja                |
| ------- | ---------------------------- |
|         | Sadia Esporte Club São Paulo |
|         | Colgate Sao Caetano          |
|         | HAOK Mladost Zagrzeb         |
| 4.      | Occhi Verdi Modena           |
| 5.      | Hitachi Rivale               |
| 6.      | Yoghi Ancona                 |
| 7.      | Chrysler                     |
| 8.      | Posta                        |